# 足摺型給油艦
足摺型給油艦（あしずりがたきゅうゆかん）は、日本海軍の給油艦。航空母艦への航空機用軽質油（ガソリン）補給艦である。同型艦は2隻が建造された。

## 概要
足摺型は昭和15年度（1940年）決定のマル臨計画により、昭和16年度艦艇製造費で建造された空母随伴用の8,000トン型給油艦（揮発油運搬艦(中)）である。④計画で建造された「洲埼」に続く艦であるが、補給品搭載量は約2倍であり、大型空母2隻に航空機用ガソリンを給油できる能力を持たせた。
当初は軽質油の運搬、補給を主とする極簡単な艦型とする予定だったが爆弾、魚雷、弾薬から糧食、真水も補給し、更に航空機機材の搭載も要求されたため、軍艦形式に近い艦型となった。艦の中央部は軽質油タンクとし、空母のそれと同じ全溶接構造で作られた。その周囲には空所が設けられ、万一漏洩した際にここに滞留するようにし、またバラストタンクとも兼用した。前部マスト後部の甲板上に防舷物として使用する18トンの浮船を2個搭載し、その揚げ降ろしのために前部マストも頑丈な3脚マストとして20トンの大型クレーンが装備された。艦の後方には機械室上の中甲板に補給用潤滑油庫を設け、ドラム缶に詰めた潤滑油を納めた。また飛行機部品格納所や補給用弾薬庫も設けられ、後部マストに装備した5トンデリック4基で積み卸しをした。
足摺型は三菱重工業長崎造船所で2隻建造され、1943年（昭和18年）に竣工、運送艦（給油艦）に類別された。竣工後は南方からのガソリン輸送に使用され、シンガポールやバリックパパンなどと内地やサイパンなどの各地を往復、1944年（昭和19年）6月に両艦とも戦没した。そのため、当初想定していた機動部隊に随伴し空母に給油するという機会は、1度も訪れなかった。

## 同型艦
足摺（あしずり）
1943年1月30日竣工（三菱長崎）。艦名は高知県の足摺岬による。1944年6月5日、ミンダナオ島西方のスル海でアメリカ海軍の潜水艦パファーの雷撃で戦没。
塩屋（しおや）
1943年11月9日竣工（三菱長崎）。艦名は福島県小名浜港の北東にある塩屋埼による。1944年6月8日、メナド北西方のセレベス海でアメリカの潜水艦ラッシャーの雷撃で戦没。